# Скалистинський могильник
Скалистинський могильник — археологічна пам'ятка біля с. Скалисте Бахчисарайського району АР Крим, на правому березі річки Бодрак (ліва притока Альми). 

## Історія
Датується кінцем 4 — 9 ст. Відкритий випадково 1958, розкопаний Євгеном Веймарном 1959—60. 
Досліджено 794 склепи, 37 підбійних і 8 ґрунтових могил. 
Усі поховання здійснені за обрядом тілопокладення. 
Склепи були сімейними усипальницями. У кожному з них знаходилося 4—9 поховань, які здебільшого містилися в колодах. 
Поховання супроводжувалися численними побутовими речами, глиняним посудом, скляними келихами, зброєю, намистом з гагату і сердоліку, прикрасами зі срібла й бронзи (пряжки, фібули, браслети, скроневі кільця, підвіски тощо). 
Із серед. 6 сторіччя серед інвентарю з'являються речі із християнською символікою — пряжки, персні з монограмами, хрести й амулети, що свідчить про християнізацію населення. 
Належить готам і аланам.